# Trần Khánh Chi
Trần Khánh Chi (chữ Hán: 陈庆之, 484 – 539) là tướng lãnh nhà Lương thời Nam Bắc triều. Năm 529, ông đem theo chưa đến 1 vạn binh, nhận mệnh hộ tống Bắc Hải vương Nguyên Hạo của nhà Bắc Ngụy quay về Ngụy đô Lạc Dương, trong khoảng 140 ngày, đánh hạ 32 tòa thành, chiến thắng 47 trận, là kỳ công hiếm có trong lịch sử Trung Quốc.

## Xuất thân
Khánh Chi tự Tử Vân, người huyện Quốc Sơn, quận Nghĩa Hưng. Từ nhỏ Khánh Chi theo hầu Tiêu Diễn. Diễn thích cờ vây, mỗi lần chơi cờ đều ngồi từ tối đến sáng, người hầu mỏi mệt ngủ thiếp đi, chỉ có Khánh Chi tỉnh táo, nghe gọi thì đến ngay, nên rất được Diễn khen ngợi, yêu mến.
Khánh Chi theo Diễn lật đổ Nam Tề đế Tiêu Bảo Quyển, ít lâu sau được làm Chủ thư. Khánh Chi bỏ tiền chiêu mộ kẻ sĩ, luôn muốn lập công tích. Diễn lên ngôi hoàng đế, tức là Lương Vũ đế, Khánh Chi được trừ làm Phụng triều thỉnh.

## Khởi đầu binh nghiệp
Tháng giêng ÂL năm Phổ Thông thứ 6 (525), Từ Châu thứ sử Nguyên Pháp Tăng của Bắc Ngụy ở Bành Thành xin nội phụ, triều đình lấy Tuyên Thành thái thú Nguyên Lược làm Đại đô đốc, Khánh Chi làm Vũ uy tướng quân, cùng Hồ Long Nha, Thành Cảnh Tuấn soái các cánh quân tiếp ứng. Sau khi trở về, Khánh Chi được trừ làm Tuyên mãnh tướng quân, Văn Đức chủ soái, tiếp tục soái 2000 quân, hộ tống Dự Chương vương Tiêu Tống vào trấn thủ Từ Châu. An Phong vương Nguyên Duyên Minh, Lâm Hoài vương Nguyên Úc soái 2 vạn quân Bắc Ngụy áp sát Bành Thành.    Duyên Minh sai biệt tướng Khâu Đại Thiên đắp lũy Tầm Lương, quan sát tình hình quân Lương. Khánh Chi tiến đánh lũy ấy, một hồi trống liền phá vỡ.  
Lương Vũ đế sợ Tiêu Tống thất bại, sắc cho ông ta đưa quân về, nhưng Tống sợ về nam thì không còn được quay lại bắc biên, bèn chạy sang đầu hàng bọn Nguyên Duyên Minh. Quân Lương tan rã, chư tướng không thể chế ngự. Quân Ngụy tiến vào Bành Thành, các cánh quân Lương đều tổn thất 7, 8 phần 10, chỉ có Khánh Chi phá cửa bỏ chạy trong đêm, nên bảo toàn được cánh quân của mình.   
Tháng 7 ÂL năm thứ 7 (526), Vũ đế nghe tin Thọ Xuân bị nước sông Hoài gây lụt, bèn sai bọn An tây tướng quân Nguyên Thụ tiến đánh; lấy Khánh Chi làm Giả tiết, Tổng tri quân sự. Tháng 11 ÂL, Dự Châu thứ sử Lý Hiến của Bắc Ngụy sai con trai là Lý Trường Quân đắp 2 thành để kháng cự, Khánh Chi đánh hạ cả 2, Hiến yếu thế bèn dâng Thọ Xuân xin hàng. Khánh Chi tiến chiếm Thọ Xuân, thu hàng cả thảy 52 thành, bắt được 75000 nam nữ, được chuyển làm Đông cung trực cáp, ban tước Quan Trung hầu.    

## Chiến thắng Qua Dương
Tháng 10 ÂL năm Đại Thông đầu tiên (527), Khánh Chi được theo Lĩnh quân Tào Trọng Tông tiến đánh Qua Dương , còn có Tầm Dương thái thú Vi Phóng đến hội quân. Thường Sơn vương Nguyên Chiêu đem 5 vạn mã bộ quân Bắc Ngụy đến cứu viện , tiền quân đến Đà Giản, cách Qua Dương 40 dặm. Phóng nói: “Tiên phong của giặc đều là tinh nhuệ nhanh nhẹn, đánh thắng không đáng gọi là công, còn như thất bại, phá hoại khí thế của quân ta. Binh pháp nói ‘dĩ dật đãi lao’, chẳng bằng chớ đánh.” Khánh Chi nói: “Người Ngụy từ xa đến, đều đã mệt mỏi, cách ta xa xôi, ắt không hoài nghi, nhân lúc họ chưa đứng vững, nên bẻ gãy sĩ khí của họ. Vả lại nghe nói nơi giặc đóng trại, rất nhiều cây rừng, ắt không ra ngoài ban đêm. Các anh chớ có nghi ngờ, Khánh Chi xin một mình ra tay.” Vì vậy Khánh Chi cùng 200 kỵ binh dưới quyền tiến đánh , phá được tiền quân địch, khiến người Ngụy kinh hãi. Khánh Chi trở về, cùng chư tướng liên doanh tây tiến, tựa lưng vào thành Qua Dương mà giằng co với quân Ngụy. Từ xuân đến đông, đôi bên có vài mươi đợt giao chiến. Quân Lương mệt mỏi, viện quân Ngụy lại muốn đắp lũy ở phía sau. Bọn Trọng Tông sợ hai mặt thụ địch, tính rút lui. Khánh Chi dựng cờ tiết ở quân môn, nói: “Từ đó đến nay, trải qua 1 năm, hao phí cực nhiều. Nay các anh không còn lòng dạ chiến đấu, chỉ muốn rút lui, nào phải muốn lập công danh, chẳng qua là tụ họp làm chuyện cướp bóc vậy. Tôi nghe nói đặt binh vào đất chết, mới có thể cầu sống, đợi giặc tập hợp, sau đó thì đánh. Còn muốn ban sư, Khánh Chi có riêng mật sắc, hôm nay ai phạm tội, cứ theo sắc mà thi hành.” Tào Trọng Tông cảm phục kế của Khánh Chi, nên nghe theo.   
Người Ngụy đắp 13 thành làm thế ỷ giốc, hòng khống chế quân Lương. Khánh Chi nhân đêm tối ngậm tăm lẻn ra, phá được 4 lũy, Qua Dương thành chủ Vương Vĩ xin hàng. Vi Phóng lệnh cho hơn 30 kẻ đầu hàng chia ra thông báo với các doanh Ngụy, Khánh Chi bày chiến lợi phẩm, nổi trống theo sau. Quân Ngụy trong 9 thành còn lại tan rã, quân Lương đuổi đánh, bắt và giết bằng hết, khiến thây người tắc nghẽn Qua Thủy, thu hàng hơn 3 vạn nam nữ. Quân Lương thừa thắng tiến đến Thành Phụ mới dừng, triều đình lấy đất của Qua Dương đặt làm Tây Từ Châu. Vũ đế hài lòng, tự tay viết chiếu khen ngợi Khánh Chi.   

## Bắc phạt Bắc Ngụy
Tháng 4 ÂL năm Đại Thông thứ 2 (528), Bắc Ngụy xảy ra sự kiện Hà Âm, Bắc Hải vương Nguyên Hạo sợ hãi chạy sang nhà Lương. Tháng 10 ÂL, Vũ đế lấy Hạo làm Ngụy vương, Khánh Chi làm Giả tiết, Tiêu dũng tướng quân, đưa Hạo về bắc.      Trong tháng ấy, họ vượt Hoán Thủy, chiếm được thành huyện Chí. 
Thừa cơ Thượng Đảng vương Nguyên Thiên Mục lựa chọn trấn áp khởi nghĩa Hình Cảo thay vì Nguyên Hạo, vào tháng 4 ÂL năm Trung Đại Thông đầu tiên (529), Khánh Chi cùng Hạo xuất phát từ Chí, tiến chiếm Huỳnh Thành, rồi đến Lương Quốc. Tướng Ngụy là Khâu Đại Thiên có 7 vạn quân, đắp 9 lũy để kháng cự. Khánh Chi tấn công, từ sớm đến giờ Thân, phá được 3 lũy, Đại Thiên bèn hàng. Hạo bèn đăng cơ ở phía nam thành Tuy Dương, đổi niên hiệu là Hiếu Cơ,  thụ Khánh Chi làm Sứ trì tiết, Trấn bắc tướng quân, Hộ quân, Tiền quân đại đô đốc. Bấy giờ Tế Âm vương Nguyên Huy Nghiệp soái 2 vạn người của Vũ Lâm thứ tử đến cứu viện Lương Quốc , đồn trú Khảo Thành. Thành này 4 mặt được nước bao quanh, phòng bị chắc chắn. Khánh Chi mệnh cho dựng lũy trên cầu nổi, đánh chiếm được thành, bắt sống Huy Nghiệp, thu 7800 cỗ xe thu thuế. Khánh Chi tiếp tục tiến đến Lương Quốc, ai trông thấy cờ của ông cũng xin hàng.  
Tháng 5 ÂL, Hạo và Khánh Chi chiếm được Lương Quốc. Hạo tiến Khánh Chi làm Vệ tướng quân, Từ Châu thứ sử, Vũ Đô công; họ tiếp tục tây tiến. Tả bộc xạ Dương Dục, Tây A vương Nguyên Khánh, Phủ quân tướng quân Nguyên Hiển Cung đem binh cụ ngự dụng và người của Vũ Lâm tông tử, thứ tử cả thảy 7 vạn, giữ Huỳnh Dương chống lại Hạo. Quân đã tinh nhuệ, thành lại vững chắc, Khánh Chi chưa thể chiếm được. Nguyên Thiên Mục sắp kéo đại quân đến, trước sai Phiếu kỵ tướng quân Nhĩ Chu Thổ Một Nhi lãnh 5000 Hồ kỵ, kỵ tướng Lỗ An lĩnh 9000 bộ kỵ Hạ Châu, cứu viên Dương Dục; lại sai Hữu bộc xạ Nhĩ Chu Thế Long, Tây Kinh Châu thứ sử Vương Bi đem 1 vạn kỵ binh giữ Hổ Lao. Thổ Một Nhi, Thiên Mục trước sau kéo đến, cờ trống nối dài không dứt. Tướng sĩ nhà Lương sợ hãi, Khánh Chi bèn cởi yên, cho ngựa ăn, tuyên dụ mọi người rằng: “Bọn ta đã đến nơi này, phá thành cướp đất, thật là không ít. Các anh giết cha anh người ta, bắt trai gái người ta, lại không đếm xuể. Quân đội của Thiên Mục, đều là kẻ thù. Bọn ta chỉ có 7000, bọn giặc hơn 30 vạn, việc của hôm nay, chỉ có liều chết mới được sống mà thôi. Kỵ binh giặc nhiều, không thể cùng họ giao chiến trên đồng bằng. Nhân lúc họ còn chưa đến đây, gấp đánh lấy thành này làm chỗ cậy nhờ. Hãy tự giết mổ đi.” Hồi trống đầu tiên, tất cả binh sĩ nhà Lương đều trèo lên, tráng sĩ người Đông Dương là Tống Cảnh Hưu, người Nghĩa Hưng là Ngư Thiên Mẫn trèo tường mà vào, nên chiếm được thành. Ít lâu sau, đại quân Ngụy hội họp ở ngoài thành, Khánh Chi soái 3000 kỵ binh tựa lưng vào thành mà chống trả, đại phá địch. Lỗ An ở trong trận xin hàng, Thiên Mục, Thổ Một Nhi một ngựa chạy thoát. Khánh Chi thu kho lẫm của Huỳnh Dương, bò ngựa thóc lụa không thể đếm xuể. Quân Lương tiến đến Hổ Lao, Nhĩ Chu Thế Long bỏ thành mà chạy. Bắc Ngụy Hiếu Trang đế sợ hãi, bèn chạy sang bờ bắc Hoàng Hà . Lâm Hoài vương Nguyên Úc, An Phong vương Nguyên Duyên Minh soái trăm quan, niêm phong kho lẫm, chuẩn bị pháp giá, nghênh đón Hạo vào cung tại Lạc Dương, ngự ở tiền điện, đổi niên hiệu Kiến Vũ và đại xá.  Hạo lấy Khánh Chi làm Thị trung, Xa kỵ đại tướng quân, Tả quang lộc đại phu, tăng ấp vạn hộ. Nguyên Thiên Mục, Vương Lão Sanh, Lý Thúc Nhân lại soái 4 vạn quân Ngụy, đánh hạ Tuy Dương; Thiên Mục chia 2 vạn binh cho Vương Lão Sanh, Phí Mục giữ Hổ Lao, Điêu Tuyên, Điêu Song vào Lương Quốc. Khánh Chi lựa thế mà tập kích, khiến bọn họ đều đầu hàng, chỉ có Thiên Mục đem hơn 10 kỵ binh vượt Hoàng Hà sang bờ bắc. Vũ đế lại tự tay viết chiếu khen ngợi. Bộ hạ của Khánh Chi đều khoác áo choàng trắng (bạch bào), không ai địch nổi. Trước đó Lạc Dương có câu đồng dao rằng: “Danh sư đại tướng mạc tự lao, thiên binh vạn mã tị bạch bào.” (tạm dịch: quân đội nổi tiếng và đại tướng chớ vất vả, ngàn binh muôn ngựa tránh áo choàng trắng.) Khánh Chi từ khi rời huyện Chí đến Lạc Dương, trải qua 14 tuần (140 ngày), hạ 32 thành, thắng 47 trận, trước đó chưa từng có.   
Ban đầu Hiếu Trang đế một ngựa bỏ chạy, để lại toàn bộ cung đình. Hạo đã đắc chí, buông thả tửu sắc, ngày đêm vui chơi, không chịu coi việc. Khánh Chi cũng bỏ mặc tướng sĩ dưới quyền cướp bóc nhân dân. Bọn họ đã khiến mọi người trong ngoài triều đình Bắc Ngụy thất vọng.  Hạo cùng Nguyên Duyên Minh, Nguyên Úc tính kế phản bội nhà Lương, hòng cắt đứt cống nạp; nhưng bấy giờ tình hình chưa yên, còn dựa vào sức của Khánh Chi, đôi bên trở nên bằng mặt không bằng lòng, nói ra nhiều lời bất đồng. Khánh Chi trong lòng hiểu rõ, cũng ngầm tính kế bọn họ, bèn nói với Hạo rằng: “Nay chúng ta từ xa đến đây, kẻ chưa phục còn nhiều, nếu người ta biết hư thực sẽ lại liên kết quân đội, vậy yên không quên nguy, để dự phòng kế sách của họ. Nên khải với thiên tử, xin thêm tinh binh; đồng thời bắt ép các châu, xem có còn đàn ông hay không, đều nên bắt về.” Hạo muốn nghe theo, Nguyên Duyên Minh nói với Hạo rằng: “Trần Khánh Chi binh chẳng qua vài ngàn, đã khó khống chế; nay tăng thêm người, còn chịu khuất phục để dùng ru? Quyền bính mất đi, cử động phải nghe theo người ta, tông xã nhà Ngụy, từ đây bị diệt.” Hạo do vậy nghi ngờ, dần sinh hai lòng, lại lo Khánh Chi mật khải với Vũ đế, bèn dâng biểu lên triều đình nhà Lương khẳng định không cần gởi thêm quân đội. Vũ đế bèn chiếu cho quân đội các nơi đều dừng lại. Quân đội trong tay Khánh Chi ở Lạc Dương chưa đến vạn người, mà quân đội của Nguyên Hạo nhiều gấp 10 lần. Quân phó Mã Phật Niệm khuyên Khánh Chi bắt giữ Hạo để chiếm cứ Lạc Dương, ông không theo. Khánh Chi lấy cớ Hạo từng lấy mình làm Từ Châu thứ sử, cố xin đến trấn. Hạo sinh lòng nghi kỵ, nên không đồng ý, còn nói: “Chúa thượng đem đất đai Lạc Dương giao cho tướng quân đảm nhiệm, chợt nghe từ bỏ sự gởi gắm của triều đình này, muốn đi Bành Thành, cho rằng anh vội tìm giàu sang, không màng quốc kế; chẳng phải không có tổn hại với anh, sợ rằng kẻ hèn phải nhận trách nhiệm ấy.” Khánh Chi không dám nói nữa.   
Tướng Ngụy là Thiên trụ tướng quân Nhĩ Chu Vinh, Hữu bộc xạ Nhĩ Chu Thế Long, Đại đô đốc Nguyên Thiên Mục, Phiếu kỵ tướng quân Nhĩ Chu Thổ Một Nhi, Trưởng sử của Vinh là Cao Hoan xưng có trăm vạn binh, đưa Hiếu Trang đế về đánh Hạo. Hạo chiếm giữ Lạc Dương 65 ngày, giành được bao nhiêu thành trì thì bấy nhiêu đồng thời làm phản. Khánh Chi vượt Hoàng Hà giữ thành Bắc Trung Lang, trong 3 ngày đánh 11 trận, sát thương rất nhiều. Nhĩ Chu Vinh sắp lui, có người giỏi xem thiên văn là Lưu Linh Trợ nói: “Không quá 10 ngày, Hà Nam ắt bình.” Vinh bèn chặt gỗ làm bè, từ Hạp Thạch vượt sông, giao chiến với Hạo ở Hà Kiều. Hạo đại bại, chạy đến Lâm Dĩnh thì bị tên lính huyện là Giang Phong giết chết, Lạc Dương thất thủ.  Mã bộ của Khánh Chi có vài ngàn, kết trận quay về phía đông; Nhĩ Chu Vinh đích thân đuổi theo. Quân Lương đến Tung Sơn gặp núi lở và nước lụt, bị tan rã và chết sạch, chỉ còn Khánh Chi cạo râu gọt tóc, giả làm sa môn, lẻn đến Dự Châu. Người Dự Châu là bọn Trình Đạo Ung ngầm đưa Khánh Chi ra Nhữ Âm. Về kinh đô Kiến Khang, Khánh Chi vẫn được xét công, trừ làm Hữu vệ tướng quân, phong Vĩnh Hưng huyện hầu, thực ấp 1500 hộ.   

## Bình định Giang, Hoài
Khánh Chi được ra làm Trì tiết, Đô đốc Duyên Hoài chư quân sự, Phấn vũ tướng quân, Bắc Duyện Châu thứ sử. Tháng 12 ÂL năm ấy, có sa môn Tăng Cường xưng đế, thổ hào Thái Bá Long dấy binh hưởng ứng ông ta. Tăng Cường rất rành ảo thuật, nhiều trò mê hoặc, lực lượng lên đến 3 vạn, đánh hạ Bắc Từ Châu. Tế Âm thái thú Dương Khởi Văn bỏ thành mà chạy, Chung Li thái thú Thiện Hi Bảo bị giết. Triều đình khiến Khánh Chi đi dẹp. Xa giá ghé Bạch Hạ, vào lúc đưa tiễn Vũ đế nói với Khánh Chi rằng: “Binh Giang, Hoài mạnh mẽ, mũi phong khó chống. Khanh hãy dùng mưu kế để chế ngự, không nên quyết chiến.” Khánh Chi nhận mệnh mà đi. Chưa đến 12 ngày, Khánh Chi chém được Cường, Bá Long, gởi đầu về kinh đô.   
Tháng 12 ÂL năm thứ 2 (530), Khánh Chi được trừ làm Đô đốc Nam Bắc Ti, Tây Dự, Dự 4 châu chư quân sự, Nam Bắc Ti 2 châu thứ sử, còn lại như cũ. Khánh Chi đến trấn, liền vây Huyền Hồ; phá tướng Ngụy là Dĩnh Châu thứ sử Lâu Khởi, Dương Châu thứ sử Thị Vân Bảo ở Trăn Thủy, lại phá Hành đài Tôn Đằng, Đại đô đốc Hầu Tiến, Dự Châu thứ sử Nghiêu Hùng, Lương Châu thứ sử Tư Mã Cung ở Sở Thành. Khánh Chi bãi bỏ trấn binh của Nghĩa Dương, dừng việc vận chuyển cả 2 đường thủy lục, khiến các châu Giang, Tương đều được nghỉ ngơi. Khánh Chi khai khẩn 6000 khoảnh ruộng; sau 2 năm, kho lẫm sung túc; Vũ đế thường khen ngợi ông. Khánh Chi lại dâng biểu đề nghị giảm Nam Ti Châu, khôi phục quận An Lục, đặt quận Thượng Minh.   
Tháng 2 ÂL năm Đại Đồng đầu tiên, Khánh Chi tấn công châu thành của Dự Châu thuộc Đông Ngụy, giao chiến với thứ sử Nghiêu Hùng, thất bại phải bỏ xe cộ mà chạy. Sau đó Khánh Chi lại vây Nam Kinh Châu, Hùng tấn công Bạch Cẩu Đôi của Lương, buộc ông phải cởi vây để quay về cứu viện. Khánh Chi chưa về thì Hùng đã hạ được thành, bắt tướng giữ thành là Cẩu Nguyên Quảng và 2000 binh sĩ.  
Tháng 10 ÂL năm thứ 2 (536), tướng Đông Ngụy là Hầu Cảnh soái 7 vạn binh đánh Sở Châu, bắt thứ sử Hoàn Hòa. Cảnh tiếp tục tiến quân đến thượng du sông Hoài, gởi thư cho Khánh Chi khuyên hàng. Vũ đế sắc cho tướng giữ Tương Đàm là Hầu Thoái, Hữu vệ Hạ Hầu Quỳ đi cứu, quân đến Lê Tương thì Khánh Chi đã phá được Cảnh. Bấy giờ trời rét đậm, Cảnh bỏ xe cộ mà chạy, Khánh Chi thu lấy mà về,  được tiến hiệu Nhân uy tướng quân. Năm ấy, Dự Châu có nạn đói, Khánh Chi mở kho chẩn cấp, nhiều nơi được cứu. Dân châu là bọn Lý Thăng 800 người dâng biểu xin dựng bi ca tụng công đức, triều đình giáng chiếu đồng ý.  
Tháng 10 ÂL năm thứ 5 (539), Khánh Chi mất, hưởng thọ 56 tuổi. Khánh Chi được tặng Tán kỵ thường thị, Tả vệ tướng quân, 1 bộ cổ xuy; được đặt thụy là Vũ. Triều đình sắc cho quận Nghĩa Hưng phát 500 người giúp việc tang.  

## Đánh giá
Sử cũ cho biết Khánh Chi tính cẩn thận, mỗi khi đón chiếu, sắc, ắt tắm gội rồi mới vái nhận. Khánh Chi sanh hoạt tiết kiệm, trong sạch, không mặc áo lụa, không ưa âm nhạc. Tuy Khánh Chi bắn tên không thủng áo giáp, cưỡi ngựa cũng chẳng quen, nhưng ông khéo vỗ về tướng sĩ, khiến họ dốc sức đến chết.  
Trong tờ sắc khen ngợi Khánh Chi ở trận Qua Dương, Vũ đế viết: “Vốn chẳng nòi nhà tướng, lại chẳng con nhà quan, trông ngóng công danh, đạt được thế này. Khá nghĩ mưu kế hay, khéo giành kết quả tốt. Mở cửa son để đợi khách, viết tiếng tốt trên tre lụa. Há chẳng phải đại trượng phu ư!” 
Diêu Tư Liêm: "Trần Khánh Chi, Lan Khâm đều có mưu lược dùng binh (tướng lược), đánh là thắng, chiếm là được, xếp sau Pha, Mục, Vệ, Hoắc mà thôi. Khánh Chi tính cơ cảnh thông minh, sớm hầu hạ Cao Tổ (Lương Vũ đế), đã nhận ân huệ lâu dài, lại càng thêm cẩn thận, được trao quan phong tước, cũng là vinh dự một đời vậy." 
Lý Duyên Thọ: "Trần Khánh Chi ban đầu tham gia cuộc chơi của én sẻ, cuối cùng ôm ấp cái chí của hồng hộc. Đến khi nhận được trọng trách, thì rong ruổi Y, Lạc. Tiến thì không còn quân đội xưng là hùng mạnh, đánh thì chẳng có thành trì gọi là vững chắc. Dẫu gió nam không đủ mạnh, sau đó đành chịu lật nhào, nhưng những gì ông đánh hạ được, cũng đủ để khen ngợi." "Người hàn môn đời Lương thành đạt chỉ có Khánh Chi và Du Dược." 

## Hậu nhân
Sử cũ không cho biết Khánh Chi có bao nhiêu con trai. Con trai trưởng của Khánh Chi là Trần Chiêu được kế tự. Con trai thứ 5 là Trần Hân, tự Quân Chương, bị Hầu Cảnh sát hại; sử cũ có truyện.   Con út là Trần Huyên, mích lòng Trần Hậu Chủ, phát sợ mà chết; sử cũ có truyện. 

## Chuyện bên lề
Khánh Chi vào Lạc Dương, Tiêu Tán (tức Tiêu Tống) gởi tờ khải xin về. Bấy giờ mẹ Tán là Ngô thục viện còn sống, Vũ đế cho rằng ông ta còn nhỏ tuổi, nên nhờ cậy Khánh Chi việc ấy, nhưng tin tức chưa đến thì Lạc Dương đã thất thủ. 
Khánh Chi từ Bắc Ngụy trở về, đặc biệt xem trọng người phương bắc. Chu Dị lấy làm lạ nên hỏi, Khánh Chi đáp: “Tôi vốn cho rằng phía bắc Đại Giang là quê hương của Nhung Địch, gần đây đến Lạc Dương, mới biết áo, mũ, người, vật (y quan nhân vật) đều ở cả Trung Nguyên, Giang Đông chẳng thể bì kịp, làm sao xem thường được?” 